# Carrubbo
Carrubbo è una frazione del comune di Castel di Iudica in provincia di Catania, di circa 700 abitanti.
Il paese si trova nell'entroterra siciliano, nella parte sud-occidentale della piana di Catania, ai piedi di monte Iudica.
Sorge ai piedi di una cava di pietra calcarea in cui anticamente molti dei cittadini trovavano lavoro e che fu chiusa in seguito alle proteste per il danneggiamento del panorama e per l'inquinamento dell'aria.

## Società

### Tradizioni e folclore
Tra le tradizioni più sentite la preparazione della "cuccia", grano cotto cucinato per la festa di Santa Lucia, bollito con i ceci e condito con olio d'oliva.
Un altro piatto tradizionale è la "mostarda", una crema preparata con succo di fichi d'india bolliti e farina, con l'aggiunta di mandorle tostate.
Per il carnevale si svolgono cinque giorni di festa con degustazioni, musiche e giochi per bambini e per grandi (ciappeḍḍi).